# Belmond Andean Explorer
El Belmond Andean Explorer es un tren de lujo localizado en Perú, entre las regiones de Cuzco, Puno y Arequipa inaugurado en el 2017. Entre Cuzco y Puno es un viaje de una noche y de Puno a Arequipa es una noche adicional. Es el primer tren nocturno de lujo de América del Sur.
El tren ofrece 4 rutas: Arequipa – Puno – Cusco, Cusco – Puno – Arequipa, Cusco – Puno y Puno – Cusco. El punto más alto al que sube el tren es 4800 metros en el altiplano. El tren tiene paradas en el lago Titicaca, con excursiones a sus islas flotantes de urus y en las Cuevas de Sumbay. Es posible agregar también una visita al Cañón del Colca en Arequipa.
Los vagones utilizados, se usaron previamente en el tren australiano Great South Pacific Express entre 1999 y 2003. Los vagones, que estaban en desuso, fueron enviados al Perú en febrero de 2016 donde fueron reacondicionados. La configuración actual del tren incluye habitaciones suites, habitaciones dobles, comedor, lounge, restaurante, spa y observatorio.
El Belmond Andean Explorer es propiedad de Lorenzo y Renzo Sousa en sociedad 50/50 con Belmond Ltd. de propiedad del magnate francés Bernard Arnault. Belmond cuenta además con el tren Hiram Bingham, tren de lujo que va desde Cusco a Machu Picchu.